# Karol Drzewiecki (pisarz)
Karol Drzewiecki (ur. 1805 w Juśkowicach na Podolu, zm. 20 marca 1879 w 
Kunce w guberni podolskiej) – polski dramatopisarz, powstaniec listopadowy. Syn Józefa i ojciec Stefana Drzewieckiego – pioniera podwodnej żeglugi.
Ukończył Liceum Krzemienieckie w 1825, a następnie studiował na Uniwersytecie Warszawskim (1826-1830). Brał udział w powstaniu listopadowym, w czerwcu 1831 awansowany był na podporucznika. 
Od 1832 posiadał własny majątek ziemski. Był członkiem Towarzystwa Rolniczego. Pisał głównie komedie, które dotyczyły życia szlachty na ziemiach południowo-wschodnich Polski.
Przyjaźnił się z J.I. Kraszewskim, który wydał jego Pisma w roku 1880. W 2014 ukazało się opatrzone aparatem badawczym wydanie jego Listów z podróży na Wschód, zawarte w pracy Leszka Zinkowa Egipt circa 1850. Orient i transgresje.

## Twórczość
- 1842 – Kontrakty
- 1848-1851 – Listy z podróży na Wschód
- 1852 – Jeremi Wiśniowiecki